# György Schöpflin

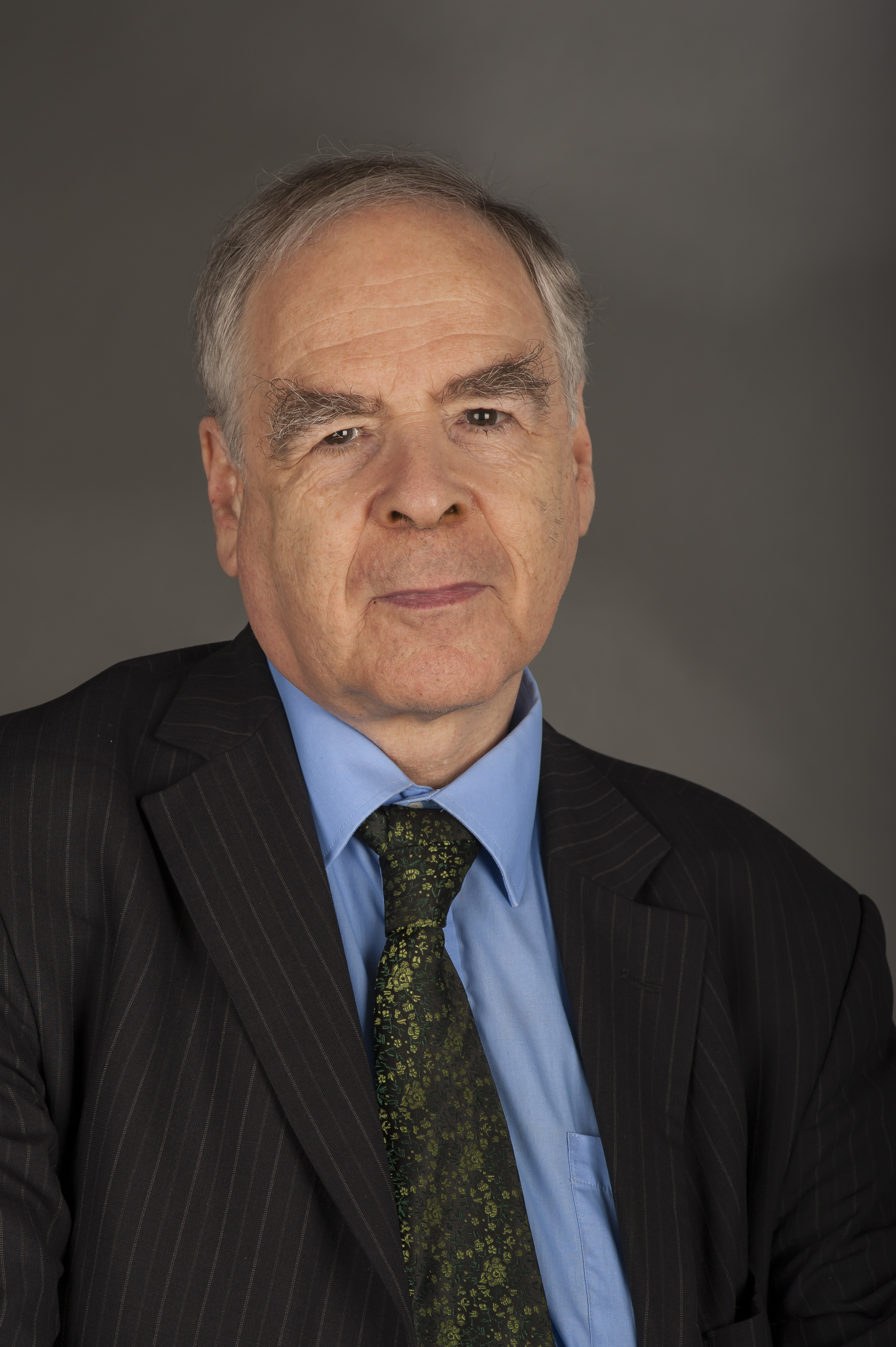
György Schöpflin (2014)

György Schöpflin (* 24. November 1939 in Budapest; † 19. November 2021) war ein ungarischer Politiker der Fidesz – Ungarischer Bürgerbund, Autor und Politologe.

## Leben
Schöpflin lebte von 1950 bis 2004 in England und Schottland (UK). Nach Abschluss seines Studiums an der University of Glasgow absolvierte er ein Masterprogramm am College of Europe in Brügge. Von 1963 bis 1967 arbeitete er für Chatham House in London; danach war er für die BBC bis 1976 tätig. Schöpflin war seit 1976 als Hochschullehrer am University College London tätig, wo er seit 1998 an der UCL School of Slavonic and East European Studies als Hochschullehrer und Jean-Monnet-Experte unterrichtete. Seit 2004 war Schöpflin Abgeordneter im Europäischen Parlament. Als Autor verfasste er mehrere Bücher über die politischen Verhältnisse in Osteuropa. Im März 2010 erhielt er die Ehrendoktorwürde der Universität Tallinn.
Im August 2016 machte Schöpflin dadurch Schlagzeilen, dass er in einer auf Twitter geführten Debatte mit einem Mitarbeiter von Human Rights Watch empfahl, den ungarischen Grenzzaun zur Abschreckung von Flüchtlingen mit Schweinsköpfen auszustatten.

## Schriften (Auswahl)
- Politics in Eastern Europe 1945–1992. Blackwell, 1993.
- Nations, Identity, Power. Hurst, 2000.
- Myths and Nationhood. Hurst, 1997.
- State Building in the Balkans: Dilemmas on the Eve of the 21st Century. Longo, 1998.
- Az identitás dilemmái. Attraktor, 2004.
- The Dilemmas of Identity. Tallinn University Press, 2010.
- Politics, Illusions, Fallacies. Tallinn University Press, 2012.